# Rudolf Volf
Peter Rudolf Volf (født 25. august 1838 i Naur, død 19. april 1926) var en dansk præst.
Volf blev 1874 den første sognepræst ved Sankt Stefans Kirke og virkede i det fattige sogn i 25 år. Ganske særlig arbejdede han for menighedsplejen og for den indre mission og samlede en stor tilhørerkreds. Han sad i bestyrelsen for den københavnske Forening for indre Mission fra 1865-67 og atter fra 1878 til 1899, de sidste 13 år som formand. En tid var han også formand for Magdalenehjemmet. Men ved siden af det omfattende praktiske arbejde dyrkede Volf studiet af hebraisk. I 1875 blev han licentiat for en afhandling om integriteten af Zacharias og 1888 Dr. theol. ved universitetet i Rostock for afhandlingen Die 70 Wochen Daniels. Han har i øvrigt skrevet en række populære kirkelige småskrifter. I 1899 udnævntes han til sognepræst for Store Heddinge Sogn og anden stiftsprovst for Sjællands Stift. Han skrev en selvbiografi: En gammel Præsts Livserindringer (1926).